# Cardiochlamys
Cardiochlamys é um género botânico pertencente à família Convolvulaceae.